# Telemark-Weltcup 2021
Der Telemark-Weltcup 2021 war eine vom Weltverband FIS ausgetragene Wettkampfserie im Telemarken. Sie begann am 21. Januar 2021 in Bad Hindelang und endete am 13. März 2021 im Skigebiet 4 Vallées. Höhepunkt der Saison war die Telemark-Weltmeisterschaft 2021 in Melchsee-Frutt vom 18. bis zum 21. März 2021, deren Ergebnisse jedoch nicht zum Weltcup zählten.
Den Gesamtweltcup bei den Männer gewann der Schweizer Bastien Dayer. Bei den Frauen war die Schweizerin Amélie Wenger-Reymond erfolgreich.

## Weltcupwertungen

### Gesamt
| Rang | Athlet             | Punkte |
| ---- | ------------------ | ------ |
| 1    | Bastien Dayer      | 901    |
| 2    | Nicolas Michel     | 830    |
| 3    | Trym Nygaard Løken | 688    |
| 4    | Jure Aleš          | 684    |
| 5    | Noé Claye          | 672    |
| 6    | Elie Nabot         | 450    |
| 7    | Leonhard Müller    | 305    |
| 8    | Theo Sillon        | 292    |
| 9    | Gaetan Procureur   | 261    |
| 10   | Raphael Mahlknecht | 253    |

| Rang | Athletin              | Punkte |
| ---- | --------------------- | ------ |
| 1    | Amélie Wenger-Reymond | 1180   |
| 2    | Martina Wyss          | 709    |
| 3    | Beatrice Zimmermann   | 685    |
| 4    | Johanna Holzmann      | 681    |
| 5    | Jasmin Taylor         | 547    |
| 6    | Argeline Tan-Bouquet  | 460    |
| 7    | Kathrin Reischmann    | 431    |
| 8    | Berit Junger          | 331    |
| 9    | Gøril Strøm Eriksen   | 312    |
| 10   | Laly Chaucheprat      | 311    |

### Classic
| Rang | Athlet             | Punkte |
| ---- | ------------------ | ------ |
| 1    | Bastien Dayer      | 385    |
| 2    | Jure Aleš          | 365    |
| 3    | Nicolas Michel     | 315    |
| 4    | Noé Claye          | 310    |
| 5    | Trym Nygaard Løken | 295    |
| 6    | Elie Nabot         | 153    |
| 7    | Raphael Mahlknecht | 126    |
| 8    | Leonhard Müller    | 122    |
| 9    | Julian Seubert     | 115    |
| 10   | Gaetan Procureur   | 114    |

| Rang | Athletin              | Punkte |
| ---- | --------------------- | ------ |
| 1    | Amélie Wenger-Reymond | 500    |
| 2    | Johanna Holzmann      | 325    |
| 3    | Martina Wyss          | 270    |
| 4    | Jasmin Taylor         | 260    |
| 5    | Beatrice Zimmermann   | 250    |
| 6    | Argeline Tan-Bouquet  | 177    |
| 7    | Kathrin Reischmann    | 162    |
| 8    | Berit Junger          | 138    |
| 9    | Gøril Strøm Eriksen   | 127    |
| 10   | Marie-Julie Huber     | 125    |

### Sprint
| Rang | Athlet             | Punkte |
| ---- | ------------------ | ------ |
| 1    | Nicolas Michel     | 385    |
| 2    | Bastien Dayer      | 356    |
| 3    | Noé Claye          | 276    |
| 4    | Trym Nygaard Løken | 248    |
| 5    | Elie Nabot         | 246    |
| 6    | Jure Aleš          | 230    |
| 7    | Theo Sillon        | 154    |
| 8    | Leonhard Müller    | 144    |
| 9    | Thomas Orlovius    | 135    |
| 10   | Gaetan Procureur   | 126    |

| Rang | Athletin              | Punkte |
| ---- | --------------------- | ------ |
| 1    | Amélie Wenger-Reymond | 500    |
| 2    | Martina Wyss          | 390    |
| 3    | Beatrice Zimmermann   | 290    |
| 4    | Johanna Holzmann      | 216    |
| 5    | Jasmin Taylor         | 213    |
| 6    | Argeline Tan-Bouquet  | 193    |
| 7    | Kathrin Reischmann    | 179    |
| 8    | Laly Chaucheprat      | 152    |
| 9    | Gøril Strøm Eriksen   | 141    |
| 10   | Berit Junger          | 121    |

### Parallelsprint
| Rang | Athlet             | Punkte |
| ---- | ------------------ | ------ |
| 1    | Bastien Dayer      | 160    |
| 2    | Trym Nygaard Løken | 145    |
| 3    | Nicolas Michel     | 130    |
| 4    | Matti Lopez        | 120    |
| 5    | Jure Aleš          | 89     |
| 6    | Noé Claye          | 86     |
| 7    | Romain Beney       | 76     |
| 8    | Julian Seubert     | 52     |
| 9    | Elie Nabot         | 51     |
| 10   | Raphael Mahlknecht | 47     |

| Rang | Athletin               | Punkte |
| ---- | ---------------------- | ------ |
| 1    | Amélie Wenger-Reymond  | 180    |
| 2    | Beatrice Zimmermann    | 145    |
| 3    | Johanna Holzmann       | 140    |
| 4    | Argeline Tan-Bouquet   | 90     |
| 4    | Kathrin Reischmann     | 90     |
| 6    | Martina Wyss           | 89     |
| 7    | Jasmin Taylor          | 74     |
| 8    | Berit Junger           | 72     |
| 9    | Anne Katharina Kessler | 54     |
| 10   | Ravanel Iloée          | 50     |

## Podestplatzierungen Männer

### Classic
| Datum            | Ort               | 1. Platz           | 2. Platz      | 3. Platz       |
| ---------------- | ----------------- | ------------------ | ------------- | -------------- |
| 25. Januar 2021  | Bad Hindelang     | Noé Claye          | Jure Aleš     | Nicolas Michel |
| 25. Januar 2021  | Bad Hindelang     | Nicolas Michel     | Bastien Dayer | Noé Claye      |
| 12. Februar 2021 | Passy Plaine-Joux | Bastien Dayer      | Jure Aleš     | Noé Claye      |
| 13. Februar 2021 | Passy Plaine-Joux | Bastien Dayer      | Jure Aleš     | Nicolas Michel |
| 12. März 2021    | Thyon             | Trym Nygaard Løken | Jure Aleš     | Bastien Dayer  |

### Sprint
| Datum            | Ort               | 1. Platz       | 2. Platz           | 3. Platz       |
| ---------------- | ----------------- | -------------- | ------------------ | -------------- |
| 21. Januar 2021  | Bad Hindelang     | Jure Aleš      | Nicolas Michel     | Bastien Dayer  |
| 22. Januar 2021  | Bad Hindelang     | Nicolas Michel | Noé Claye          | Bastien Dayer  |
| 10. Februar 2021 | Passy Plaine-Joux | Nicolas Michel | Theo Sillon        | Noé Claye      |
| 11. Februar 2021 | Passy Plaine-Joux | Bastien Dayer  | Elie Nabot         | Noé Claye      |
| 13. März 2021    | Thyon             | Bastien Dayer  | Trym Nygaard Løken | Nicolas Michel |

### Parallelsprint
| Datum           | Ort           | 1. Platz           | 2. Platz       | 3. Platz      |
| --------------- | ------------- | ------------------ | -------------- | ------------- |
| 23. Januar 2021 | Bad Hindelang | Bastien Dayer      | Nicolas Michel | Jure Aleš     |
| 24. Januar 2021 | Bad Hindelang | Trym Nygaard Løken | Matti Lopez    | Bastien Dayer |

## Podestplatzierungen Frauen

### Classic
| Datum            | Ort               | 1. Platz              | 2. Platz         | 3. Platz             |
| ---------------- | ----------------- | --------------------- | ---------------- | -------------------- |
| 25. Januar 2021  | Bad Hindelang     | Amélie Wenger-Reymond | Jasmin Taylor    | Johanna Holzmann     |
| 25. Januar 2021  | Bad Hindelang     | Amélie Wenger-Reymond | Johanna Holzmann | Martina Wyss         |
| 12. Februar 2021 | Passy Plaine-Joux | Amélie Wenger-Reymond | Martina Wyss     | Beatrice Zimmermann  |
| 13. Februar 2021 | Passy Plaine-Joux | Amélie Wenger-Reymond | Johanna Holzmann | Argeline Tan-Bouquet |
| 12. März 2021    | Thyon             | Amélie Wenger-Reymond | Martina Wyss     | Johanna Holzmann     |

### Sprint
| Datum            | Ort               | 1. Platz              | 2. Platz            | 3. Platz            |
| ---------------- | ----------------- | --------------------- | ------------------- | ------------------- |
| 21. Januar 2021  | Bad Hindelang     | Amélie Wenger-Reymond | Martina Wyss        | Beatrice Zimmermann |
| 22. Januar 2021  | Bad Hindelang     | Amélie Wenger-Reymond | Martina Wyss        | Beatrice Zimmermann |
| 10. Februar 2021 | Passy Plaine-Joux | Amélie Wenger-Reymond | Beatrice Zimmermann | Johanna Holzmann    |
| 11. Februar 2021 | Passy Plaine-Joux | Amélie Wenger-Reymond | Martina Wyss        | Laly Chaucheprat    |
| 13. März 2021    | Thyon             | Amélie Wenger-Reymond | Johanna Holzmann    | Martina Wyss        |

### Parallelsprint
| Datum           | Ort           | 1. Platz              | 2. Platz              | 3. Platz         |
| --------------- | ------------- | --------------------- | --------------------- | ---------------- |
| 23. Januar 2021 | Bad Hindelang | Beatrice Zimmermann   | Amélie Wenger-Reymond | Johanna Holzmann |
| 24. Januar 2021 | Bad Hindelang | Amélie Wenger-Reymond | Johanna Holzmann      | Martina Wyss     |